# Erich Neuberg
Erich Neuberg (eigentlich Erich Nechradola; * 12. August 1928 in Wien; † 10. Januar 1967 ebenda) war ein österreichischer Theatermacher, Film- und Fernsehregisseur.

## Leben
Neuberg gehörte zur Theateravantgarde des Nachkriegs-Wien, er gründete das Theater „49“ am Wiener Naschmarkt und inszenierte am Studio der Hochschulen, einer Studentenbühne, an der auch Helmut Qualtinger, Karlheinz Böhm und Hilde Sochor teilnahmen. Von 1953 bis 1956 war er Leiter des Theaters am Parkring. Dort wurde Samuel Becketts „Warten auf Godot“ für Österreich erstaufgeführt. Neuberg inszenierte auch Hörspiele beim österreichischen Rundfunk.
Ab 1956 war Neuberg Oberspielleiter und Chef der Fernsehspielabteilung beim damals neuen Medium Fernsehen (ORF). Er prägte die ersten zehn Jahre des Fernsehens in Österreich. Mit „Der Herr Karl“ (1961) gab Neuberg das erste Originalfernsehspiel des ORF in Auftrag, löste einen Skandal aus und schrieb mit der Erstausstrahlung am 15. November 1961 mit Helmut Qualtinger in der Titelrolle Fernsehgeschichte. Er inszenierte bahnbrechende Fernsehfilme wie 1961 „Geschichten aus dem Wiener Wald“ nach Ödön von Horváth. Mit diesem Fernsehfilm löste Neuberg eine Horváth-Renaissance aus.
Es folgten Theaterregien an den großen Bühnen Wiens und am Zürcher Schauspielhaus. Am Wiener Volkstheater führte Neuberg 1961 bei Gustav Davis’ Lustspiel Das Protektionskind (mit Fritz Muliar) und 1962 bei Henrik Ibsens Die Stützen der Gesellschaft Regie, am Burgtheater inszenierte er 1963 Georg Büchners „Woyzeck“. 1961 trat er auch als Darsteller in dem Film Staatsaffären (Regie: Wolfgang Glück) auf.
Neuberg schied am 10. Januar 1967 in Wien durch Selbstmord aus dem Leben. Seine Grabstätte befindet sich auf dem Wiener Zentralfriedhof (Gruppe 67, Reihe 46, Nummer 93).

## Filmografie
- 1957: Das Abgründige in Herrn Gerstenberg mit Paul Dahlke, Kurt Sowinetz, Helmut Qualtinger, Bruno Dallansky, Karl Schönböck
- 1960/61: Hackl vorm Kreuz, Dachl überm Kopf. Aufzeichnungen aus dem Neuen Theater am Kärntnertor
- 1961: Der Herr Karl von Helmut Qualtinger und Carl Merz, mit Helmut Qualtinger Grabstätte von Erich Neuberg

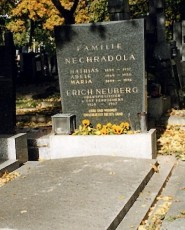
Grabstätte von Erich Neuberg

- 1961: Geschichten aus dem Wienerwald nach Ödön von Horváth, mit Johanna Matz (Marianne), Walter Kohut (Alfred), Hans Moser (Zauberkönig), Helmut Qualtinger (Oskar), Jane Tilden (Valerie), Lotte Lang (Großmutter), Fritz Eckhardt (Mister), Michael Janisch (Havlitschek), Götz von Langheim (Erich), Karl Hackenberg (Hierlinger), Paula Nefzger (Mutter), Susi Plha (Ida), Hans Unterkircher (Rittmeister), Gertie Rathner (Gnädige Frau), Alexandra Hermann (1. Tante), Rosl Dorena (2. Tante), Maria Gabler (Emma), Josef Krastel (Beichtvater), Peter Gerhard (Conférencier).
- 1961: Bridge mit Onkel Tom, mit Ernst Stankovski, Paul Henckels
- 1961: Protektionskind von Gustav Davis, Aufzeichnung einer Aufführung aus dem Wiener Volkstheater, Inszenierung und Bildregie: Erich Neuberg, mit Fritz Muliar, Leopold Hainisch, Margarete Fries, Egon von Jordan, Susi Peter, Ingrid Capelle, Rudolf Strobl, Veit Relin, Kurt Sowinetz u. a.
- 1962: Valnocha, der Koch von Martin Costa, Oskar Jelinek und Erich Neuberg, mit Bruno Dallansky (Valnocha), Heinrich Schweiger (Bubenik), Fred Liewehr (Hauptmann Baron Brasseur), Kurt Sowinetz (Einjähriger Ehrenfeld), Rolf Kutschera (Oberleutnant Wieninger), Lotte Ledl (Zdenka), Ossy Kolmann (Fähnrich Straka), Raoul Retzer (Oberleutnant Petrasowits), Otto Kerry (Reserveleutnant Hoffmann)
- 1962: Der Himmel kann warten von C.B. Gilford mit Willy Fritsch. Fernsehspiel für das österreichische Fernsehen.
- 1962: Professor Bernhardi von Arthur Schnitzler mit  Leopold Rudolf (Bernhardi), Fred Liewehr (Filitz), Franz Stoss (Ebenwald), Attila Hörbiger (Pflugfelder), Karl Ehmann (Cyprian), Erik Frey (Minister Flint), Robert Lindner (Hofrat Winkler), Michael Heltau (Pflugfelder), Hans Holt (Priester), Fritz Muliar (Schreimann), Kurt Nachmann (Rechtsanwalt), Erich Padalewski (Oskar), Guido Wieland (Adler), Michael Janisch (Hochroitspointner), Heinrich Trimbur (Löwenstein), Franz Messner (Feuerstein), Peter Weihs (Wenger), Peter Gerhard (Tugendvetter), Helli Servi (Schwester Ludmilla). Zum 100. Geburtstag des Autors produzierte Erich Neuberg die Inszenierung von Schnitzlers Sohn Heinrich Schnitzler aus dem Jahr 1947 für das Fernsehen.
- 1962: Frühere Verhältnisse von Johann Nestroy mit Walter Kohut, Ilse Hanel, Hilde Nerber, Rudolf Rösner
- 1962: Medea von Franz Grillparzer nach Euripides; Aufzeichnung einer Aufführung des Burgtheaters Wien, Inszenierung: Leopold Lindtberg, Fernsehregie: Erich Neuberg
- 1963: Ein Volksfeind von Henrik Ibsen mit Gustav Knuth (Dr. Thomas Stockmann), Alma Seidler (Frau Stockmann), Günther Haenel (Peter Stockmann), Kurt Sowinetz (Billing), Hugo Gottschlich (Betrunkener)
- 1964: Das Konzert von Hermann Bahr (Aufzeichnung einer Inszenierung von Josef Meinrad aus dem Wiener Akademietheater) mit Robert Lindner, Susi Nicoletti, Peter Weck, Johanna Matz, Hugo Gottschlich und Gusti Wolf.
- 1965: Kabale und Liebe von Friedrich Schiller mit Werner Hinz (Präsident), Michael Heltau (Ferdinand), Judith Holzmeister (Lady Milford), Leopold Rudolf (Sekretär Wurm), Gustav Knuth (Miller), Elisabeth Lennartz (Millerin), Johanna Mertinz (Luise Miller), Günther Haenel, Buch: Hans Weigel, Erich Neuberg
- 1965: Ariadne auf Naxos von Richard Strauss; live-Übertragung aus dem Kleinen Festspielhaus in Salzburg, Inszenierung: Günther Rennert, Dirigent: Karl Böhm, Fernsehregie: Erich Neuberg; mit Sena Jurinac, Jess Thomas, Kurt Equiluz, Erik Frey, John van Kesteren, Reri Grist, David Thaw, Gerhard Unger, Lisa Otto
- 1965: Der Himbeerpflücker von Fritz Hochwälder, mit Helmut Qualtinger, Kurt Sowinetz, Hilde Sochor, Blanche Aubry, Lukas Ammann, Helmut Janatsch, Emmerich Schrenk
- 1966: Die Hinrichtung von Helmut Qualtinger und Carl Merz, mit Helmut Qualtinger,  Kurt Sowinetz, Erni Mangold, Hubert Suschka, Wolfgang Völz, Alexander Hegarth, Franz Schafheitlin, Hermann Lenschau
- 1967: Die Fiakermilli von Martin Costa, mit Gretl Elb, Fritz Muliar
- 1967: Katzenzungen von Miguel Mihura und Hans Weigel, mit Julia Janssen, Albert Rueprecht, Helene Thimig

## Erich Neuberg-Preis
Der Erich-Neuberg-Preis für Regisseure wird seit 1980 vom ORF jährlich an Regisseure für die beste Regieleistung bei einer vom ORF produzierten Sendung bzw. einem Film vergeben. Die finanzielle Grundlage und Initiative wurde 1980 von dessen Vater gestiftet.